# Брославский, Геннадий Николаевич
Геннадий Николаевич Брославский (7 сентября 1973) — российский автогонщик, тренер, мастер спорта, Чемпион России по авторалли, обладатель Кубка России по ралли в абсолютном зачёте.

## Биография
Окончил МАДИ по специальности инженер-технолог.
Основатель и руководитель школ контраварийного вождения Audi Quattro в России и Driving Art.

## Спортивные достижения
- 2002: Бронзовый призёр серии Формула Русь
- 2004: Чемпион России по ралли в классе N2
- 2011: Вице-чемпион России по ралли в абсолютном зачёте и классе N4, обладатель Кубка России по ралли в абсолютном зачёте
- 2012: Чемпион России по ралли в классе N4
- 2013: Бронзовый призёр в абсолютном зачете Чемпионата России по ралли